# 唐纳德·威尼科特
唐納德·伍茲·溫尼科特（Donald Woods Winnicott，1896年4月7日—1971年1月25日）是一位英國兒科醫生和精神分析學家，在客體關係理論和發展心理學領域特別有影響力。 他是英國精神分析學會英國獨立小組的主要成員，兩次擔任英國精神分析學會主席（1956年至1959年和1965年至1968年）。
他在40年的时间里研究人类成长，希望阐明个体通过依靠如何发展为既定的存在方式，个体如何发展出自认为正常、并又与人有别的感觉。他认为不间断的照料是早期成长中必须的，而本能生活只是基本需要的一个“并发症”。连续性的间断会导致精神病，而父母往往需要对此负责。超出儿童理解力的事情会造成精神创伤。他着重研究了创伤经历，并认为个人发展常常需要与适应环境的倾向作斗争。
溫尼科特最出名的是他對「真實自我」（英語：true self）和「虛假自我」（英語：false self）的概念。 

## 著作
- 《塗鴉與夢境》 (Therapeutic Consultations in Child Psychiatry, 1971)，2007年，繁體中文由心靈工坊出版，ISBN 978-986-678-218-3
- 《二度崩潰的男人：一則精神分析的片斷》 (Holding and Interpretation: Fragment of an analysis, 1986)，2008年，繁體中文由心靈工坊出版，ISBN 978-986-678-248-0
- 《給媽媽的貼心書：孩子、家庭和外面的世界》(The Child, the Family and the Outside World, 1964)，2009年，繁體中文由心靈工坊出版，ISBN 978-986-678-264-0
- 《遊戲與現實》(Playing and Reality, 1971)，2009年，繁體中文由心靈工坊出版，ISBN 978-986-678-249-7

## 延伸阅读
- （英）亚当·菲利普（Adam Phillips）著；龙卷风译. 威利柯特. 北京市：昆仑出版社, 1999.
- 羅伯．洛德曼（F. Robert Rodman, M.D.）著；吳建芝、簡意玲、劉書岑譯.《溫尼考特這個人》心靈工坊出版社, 2010年，ISBN 978-986-678-273-2